# Bruttium

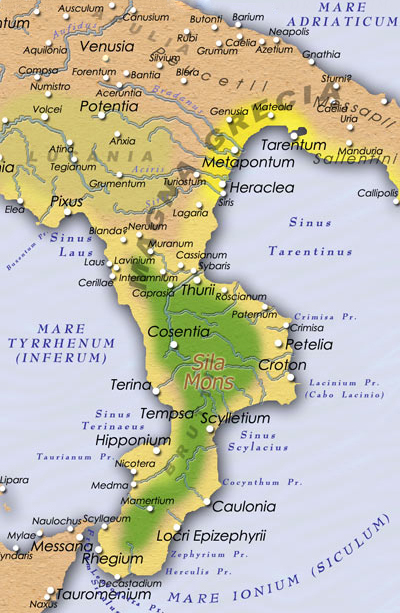
Karta över Bruttium.

Bruttium (ibland även Bruzio, Provincia Bruttiorum) är en historisk region i den sydligaste delen av den apenninska halvön. Området motsvarar dagens Kalabrien. Bruttium tycks vara en tämligen ny beteckning för det område som det italiska folkslaget bruttierna bebodde: troligt är att området betecknades på olika sätt efter det folkslag som bebodde området. Titus Livius exempelvis beskrev området som Consentia in Bruttiis, extremus Italiae angulus Bruttii, Bruttii provincia. Efter Augustus regionsindelning 7 e.Kr. sammanföstes Lukanien och Bruttium (för att använda de sentida beteckningarna) till samma region, region III.

## Geografisk avgränsning
Bruttium låg på den italienska stövelns tå. Bruttium gränsade mot Lukanien i norr, och mot Messinasundet i söder, mot Tyrrenska havet i väster och Joniska havet i öster. Landgränsen mot Lukanien utgjordes av floden  Lao samt vattendelaren Pollino.
Detta innebar att Bruttium bestod av ett bergigt inland och en lång kuststräcka. Med andra ord var Bruttiums territorium dels utsatt för attacker från havet (dessutom upplevdes det som bördigt av de första nybyggarna) och dels ett starkt militärt fäste. De naturgeografiska förutsättningarna har spelat en viktig roll i Bruttiums historia som attraherat såväl folkstammar som fältherrar.

## Historia
Bruttium var ett område i vilket flera olika folkslag bodde under olika perioder. Innan bruttierna bodde enotrierna i området, som därför också bär namnet Enotria. Under enotriernas tidsålder började den grekiska koloniseringen av området som vi känner till under namnet Magna Graecia. Förmodligen ledde italioternas ankomst till området till att enotierna fick en underordnad ställning.
Under århundradena som följde på det peloponnesiska kriget fortsatte lukanerna att vidga sitt område söderut, in i norra Enotria och sedan söderut. Lukanerna kontrollerade så småningom den bruttiska halvön med undantag för kusten där de grekiska kolonierna låg. En viktig händelse var när lukanerna vann över den grekiska kolonin Thurii 390 f.Kr..
Kring år 360 f.Kr. uppstod folkgruppen bruttier. Samtida beskriver bruttierna som upproriska slavar och flyktingar som tagit sin tillflykt till halvöns berg. Man tror idag att bruttierna bestod dels av lukaner, men också av enotrier och pelasger. Den syn på folkgruppen som speglas i de samtida skildringar finns också i benämningen av folkgruppen, som på grekiska (Βρέττιοι) betyder rebell (δραπέται, ἀποστάται). Den exogent givna beteckningen togs sedan över av folkgruppen, som hävdade att de härstammade från (den kvinnliga) hjälten (Bruttia) Bruttius. 
Bruttierna fick snart den militära styrkan att dels försvara sig mot lukanerna i norr men också för att attackera grekiska kolonier vid kusten: Hipponium, Terina och Thurii. Snart allierade sig lukaner och brutter med varandra mot grekiska kolonier, som i sin tur bad om assistans från kung Alexander I av Epirus. Senare fick bruttierna försvara sig (och Hipponium) mot Agathokles, tyrann i Syrakusa. Under denna period nådde Bruttium sin höjdpunkt. Bruttierna, och därmed Bruttium, deltog i det andra puniska kriget, där den bergiga terrängen gav Hannibal stora militära fördelar. Det tidigare rika området led svårt av de många fälttågen, och av de bestraffningar som följde på nederlaget. Romarna beslagtog stora delar av Bruttium och fick inte lov att bli allierade med Rom till skillnad från de flesta andra italiska områden. En praetor sändes varje år med en armé för att övervaka Bruttium och man grundade tre kolonier: två kolonier med romerska medborgare (Tempsa och Crotona) och en tredje med latinska rättigheter (i Hipponium, som nu ändrade namn till Vibo Valentia).
Även om bruttierna i och med detta romaniserades blev området Bruttium åter skådeplats för krig och fälttåg under de kommande seklen. Spartacus tog sin tillflykt till sydligaste Bruttium (även kallat Rhegiska halvön). Under inbördeskriget ödelades gång på gång Bruttiums kust av Sextus Pompeius, och det faktum att Octavianus förlagt sitt huvudkvarter till Vibo Valentia gjorde inte saken bättre. Strabon talar om hela området som ödelagt och statt i fullständig förödelse.
Augustus slog samman Lukanien och Bruttium till region III och det tycks som om de två områdena administrerats gemensamt fram till västroms fall och delade på en magistrat kallad Corrector. Trots det behandlar liber Coloniarum Bruttium som skilt från Lukanien.